# 世界の記憶
世界の記憶（せかいのきおく、英: Memory of the World、略号 MoW、仏: Mémoire du monde）は、国際連合教育科学文化機関（ユネスコ）が主催する事業の一つ。危機に瀕した古文書や書物などの歴史的記録物（可動文化財）を保全し、広く公開することを目的として、1992年に創設された。選定件数は2023年6月時点で地域登録を含め550件超である。
日本政府は2010年に日本ユネスコ国内委員会の小委員会で「記憶遺産」と訳すことを了承したが、「heritage」など遺産を意味する英単語が正式名称に含まれていないことから、外務省や文部科学省では2016年6月から直訳である「世界の記憶」を用いている。

記憶遺産のロゴ

## 概要
歴史的記録物は人類の文化を受け継ぐ重要な文化遺産であるにもかかわらず、毀損されたり、永遠に消滅する危機に瀕している場合が多い（文化浄化）。このためユネスコは1995年、記録物の保存と利用のためのリストを作成して効果的な保存手段を用意するために「世界の記憶」の選定を開始し、記録物保護の音頭を執っている。事業の主要目的は、世界的に重要な記録物に最も適切な手段を講じて保存を奨励し、デジタル化を通じて全世界の多様な人々の接近を容易にすること、平等な利用を奨励して全世界に広く普及させ、世界的観点で重要な記録物を持つすべての国家の認識を高めることにある。
「世界の記憶」と呼ぶと歴史的出来事自体を登録するように誤解されがちだが、歴史的出来事を検証・顕彰できる一次記録物が対象である。ユネスコでも「the documentary heritage」と称していることから、「世界の記録」「記録遺産」とした方が意味合いとしては適切との指摘もあるが、国際連合の6つの公用語ではいずれも「記憶」に相当する言葉が使われる。一方、韓国では記憶（기억）でなく記録（기록）としている（세계기록유산）。
ユネスコ内部の担当部署は、情報・コミュニケーション局情報社会部情報アクセス・保存課である。
なお、世界遺産の場合は一般に「登録」（正式には世界遺産リストへの「記載」）と呼ぶが、「世界の記憶」は選定事業であるため、「登録」や「認定」とは言わず、「選定」が正しい呼称となる。

## 選定手続
選定基準は世界歴史に重大な影響をもつ事件・時代・場所・人物・主題・形態・社会的価値を持った記録物（一次資料）を対象とする。申請は原則的に政府および非政府機関を含むすべての個人または団体ができるが、関連地域または国家の委員会が存在するのであれば、その援助を受けることができる（後述の「#地域委員会と地域版、国内委員会と国内版」の節参照）。申請権は対象記録を所有する事象当事国に限られる（事象と記録が複数国に跨る場合は双方の合意の上）。なお、2021年に決定した制度改革によって、申請は政府に限られることとなった。
まず、申請者はユネスコ本部内の一般情報事業局に申込書を提出して書類審査を受けるが、申請は1国で2件までであり、日本の例では3件以上の申し込みがあれば日本ユネスコ国内委員会が2件に絞り込むよう調整が行われる。
審査はユネスコ事務局長が任命する委員14名によって構成された「国際諮問委員会（IAC）」を通じて1997年から2年毎に「MoW選考委員会（Register Committee）」の場で選定を行っている。国際諮問委員会の委員は、ユネスコの「公共図書館宣言」の公文書館やワールド・デジタル・ライブラリーへ参加する図書館の司書などが多い。委員に求められる資質は、国連出版物の編纂や国際的な図書普及啓蒙活動に関与した実績、典籍研究が広く評価されていることなどとされ、国際図書館連盟（IFLA）や国際文書館評議会（ICA）からの推挙もある。
ただし最終決定権はユネスコ事務局長に委ねられ、2015年審査分にパレスチナが申請したアーカイブ「Palestine Poster Project Archives」はあまりにも反ユダヤ主義的で文化摩擦を招きかねないとして、イリナ・ボコヴァ事務局長（当時）の判断により除外された例もある。なお、この権限も制度改革で改められ、最終的な選定合否はユネスコ大使などによる「世界の記憶執行委員会」が行うことになった。

### 選定基準
選定における基準は以下のとおりである。
- 1次的基準

1. 影響力
2. 時間
3. 場所
4. 人物
5. 対象主題
6. 形態及びスタイル
7. 社会的価値
8. ほか
- 2次的基準

1. 元の状態での保存
2. 希少性
3. ほか

### 選定指針
対象となる歴史資料は、世界遺産同様に真正性が重要であり、これは言い換えれば「信憑性がある」ことになる。
また、近現代史資料に関しては記録の客観性も評価の対象となる傾向がある。2013年に審査されたシンガポール申請の録音テープ媒体「日本占領下の証言集（Japanese occupation of Singapore oral history collection）」は戦後かなり経ってからの回顧録で、客観性に欠けるとの理由から不登録となった。

### 歴史資料の定義
ユネスコが定義する記録物とは、1978年に採択した「可動文化財の保護のための勧告」で、以下の各項に該当するものである。
- （vi）美術的に重要な物件：独創的創作手段としてのポスターおよび写真、あらゆる材料の独創的美術的なアセンブラージュおよびモンタージュ。
- （vii）肉筆および初期の活版印刷による古書・写本・書籍・文書または出版物。
- （ix）原文記録、地図その他の製図上の資料を含む文書・写真・映画フィルム・録音物および機械によって解読できる記録。

### 特徴
世界遺産と無形文化遺産は申請国の法的保護根拠を必要とするが、「世界の記憶」にはそうした条件が求められない。
また、歴史が浅くても構わず、例えば韓国の「光州事件の民主化運動に関する記録」は1980年、フィリピンの「ピープルパワー革命（エドゥサ革命）時のラジオ放送」は1986年、東ティモールの「ターニングポイント：国家誕生の時」は1999年 - 2002年にわたる出来事の資料が選定されている。
世界遺産同様にトランスバウンダリー（国境を越えた複数国による共同申請）も推奨されており、2013年（平成25年）に選定された日本の『慶長遣欧使節関係資料』はスペインと共同で申請し、2017年（平成29年）には民間と地方自治体主導で日韓共同による『朝鮮通信使関係資料』が選定された。

### 制度改革
審査は非公開で、国家間で見解が異なる係争中の資料を密室審議することへの批判もあり、ユネスコの中立性・政治的利用が懸念され、このことはユネスコも認めた。2016年には日本政府がユネスコ分担金約44億円の支払いを凍結するなど異議を申し立て、制度改革を進めるとされた。
2018年のユネスコ執行委員会（加盟58ヶ国で構成）で議題に取り上げ、当初3月日31日の報道によると同年は新規の申請を受け付けないこと、2019年7月から新制度の審査にあてるよう予定した。ところが年が明けても韓国の反対で協議が進展せず、2019年10月半ばの発表で同年の改訂を断念して、2020年半ばまで延期することを伝え、申請は2019年も受付を中止した。
2020年は新型コロナウイルスのパンデミックにより協議を開くことができず、制度改革は2021年まで重ねて延期された。
制度改革案は日本国内でさまざまな意見が発せられており、例えば慰安婦や南京事件の検証を続ける秦郁彦は19世紀以降の事象は除外することを提言している。
2021年4月15日にオンラインで開催された執行委員会において、日本・韓国・中国など32の国と地域で構成した制度改革作業部会が取りまとめた改革案が承認され、各国からの申請があるとその内容を公開し、異議がある他国は90日以内に不服申し立てを行い、ユネスコの事務局が仲裁役として当事国間の対話を促し、双方の合意が得られた場合にのみ選定されることとなった。この決定をうけ、長らく停止していた新規申請の受付を2021年の内にも再開し、2022-23年度分として新たな選定を行うことになった。
日本は新制度に対応できる物件の選定に臨んで、文部科学省付きで「『世界の記憶』国内案件に関する審査委員会」を設置し、増上寺（東京都港区）が収蔵する仏教聖典「浄土宗大本山増上寺三大蔵」と、日本と中国の文化交流の歴史を伝える「智証大師円珍関係文書典籍―日本・中国のパスポート―」の2件を推薦すると決めた。さらに2025年になり、これまで国内候補は公募してきたものを、文部科学省が有望な候補を自ら発掘して登録を目指す仕組みに改め、2029年登録分からの適用するとした。

### 選定後の変更
「世界の記憶」は選定後に対象物の追加や一部削除を認めるが（実例なし）、抹消はできないと松浦晃一郎前ユネスコ事務局長は指摘した。その後、制度改革が進められ、原本が失われた場合や、真正性が否定されることが確認できた場合には選定抹消も可能となった。
なお、2021年の制度改革で決定した異議申し立てでは、既存の対象物の選定に遡った適用は行えない。

## これまでの国際諮問委員会総会（MoW選考委員会）
- 1993年9月：準備委員会、ポーランド・プウトゥスク（ポーランド語版）
- 1995年5月：準備委員会、フランス・パリ
- 1997年9月：ウズベキスタン・タシケント
- 1999年6月：オーストリア・ウィーン
- 2001年6月：韓国・慶州
- 2003年8月：ポーランド・グダニスク
- 2005年6月：中国・麗江
- 2007年6月：南アフリカ・プレトリア
- 2009年7月：バルバドス・ブリッジタウン
- 2011年5月：イギリス・マンチェスター
- 2013年6月：韓国・光州
- 2015年10月：アラブ首長国連邦・アブダビ
- 2017年10月：フランス・パリ
- 2018 - 2019年：（休会）制度改革検討のため。
- 2020年：（休会）新型コロナウイルスの世界的流行。
- 2021年4月：（臨時執行委員会／オンライン）制度改革決定[26]、申請者を政府に限定、当面西暦奇数年の二年に一度の審査登録など。
- 2021年11月：フランス・パリ
- 2023年5月：フランス・パリ[30]
- 2025年4月：フランス・パリ

## 登録物件

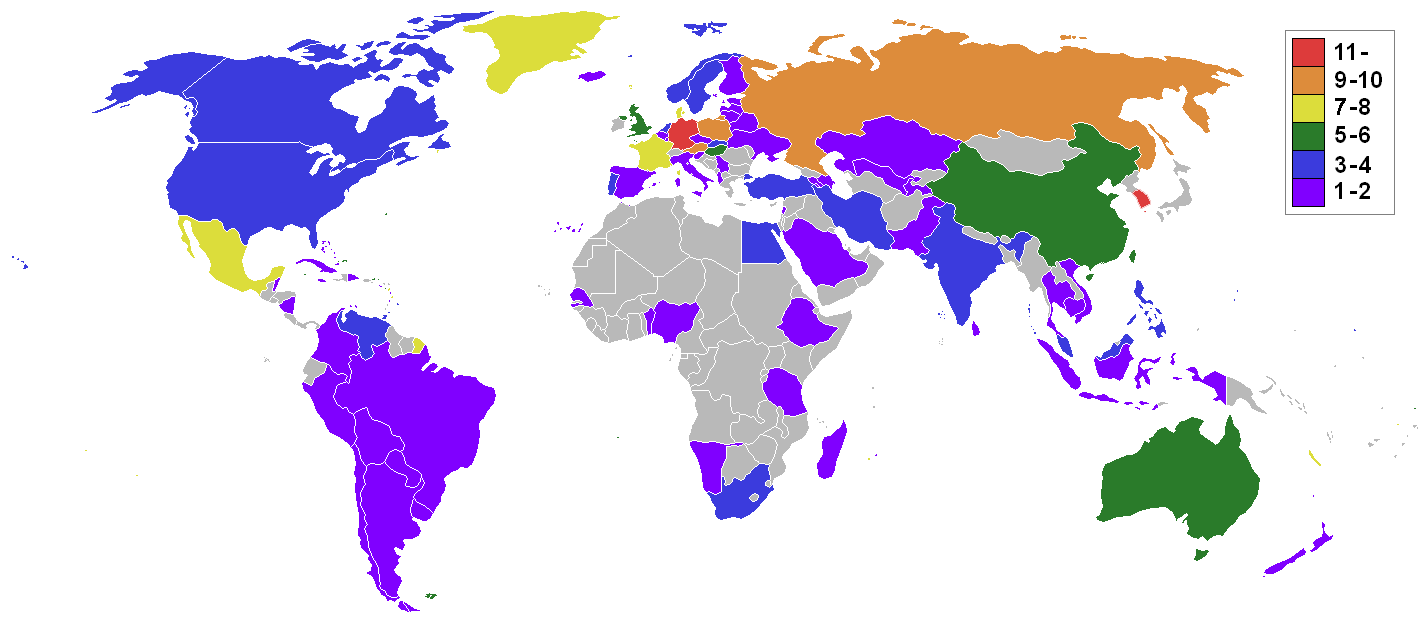
区分図：第9回定期総会終了時の選定物件の国別分布図（2009年7月31日）。色分けは件数を表す。

世界各地に多数の選定物件があり、2005年6月18日時点で57ヶ国120点、2009年7月31日時点で193点（35点追加）、2011年5月25日時点（第10回定期総会終了時点）で268点（75点追加）、2018年時点で527件となった。
なお、以下に記述する地域区分はユネスコの発表に準じたものであり、通常、日本で用いられる地理的区分とは大きく異なる点に留意したい。例えば、一方でトルコはヨーロッパに含まれ、エジプトやモロッコなどはアフリカではなくアラブ諸国に含まれ、サウジアラビアもアジアではなくアラブ諸国に分類するが、他方、オセアニアはアジアと同じ区分として扱われる。

### ヨーロッパおよび北アメリカ
ヨーロッパおよび北アメリカ地域では、現在、145点が選定されており、特にドイツの選定数が多い。代表的な登録物件としては、子供と家庭の物語（グリム童話、2005年選定）、バイユーのタペストリー（バイユー・タペストリー美術館所蔵、2007年選定）、ニーベルンゲンの歌（2009年選定）、マグナ・カルタ（イギリス、2009年選定）、アンネの日記（文学作品、2009年登録）、グーテンベルク聖書（2001年選定）、ベートーヴェンの交響曲第9番の自筆楽譜（ベルリン国立図書館所蔵、2001年選定）、共産党宣言及び資本論初版第1部（2013年選定）などが挙げられる。
以下の一覧は2011年時点。
- ドイツ（13）、オーストリア（12）、ロシア（11）、ポーランド（10）、デンマーク（8）、フランス（8）、イギリス（8）、オランダ（7）、スウェーデン（6）、ハンガリー（5）、アメリカ合衆国（5）、リトアニア（4）、ノルウェー（4）、ベルギー（3）、カナダ（3）、チェコ（3）、イタリア（3）、ポルトガル（3）、スロバキア（3）、トルコ（3）、クロアチア（2）、エストニア（2）、フィンランド（2）、ラトビア（2）、セルビア（2）、スペイン（2）、ウクライナ（2）、アルバニア（1）、アルメニア（1）、アゼルバイジャン（1）、ベラルーシ（1）、ブルガリア（1）、アイスランド（1）、アイルランド（1）、ルクセンブルク（1）、スロベニア（1）

### アジアおよびオセアニア
アラブ諸国を除くアジアおよびオセアニアでは、2011年時点で42点が選定されている。
- 韓国（18）、日本（7）、中国（7）、インド（6）、オーストラリア（5）、イラン（5）、マレーシア（4）、フィリピン（4）、インドネシア（2）、カザフスタン（2）[注 5]、モンゴル（2）、ニュージーランド（2）、タイ（2）、ウズベキスタン（2）、フィジー（1）、カンボジア（1）、パキスタン（1）、スリランカ（1）、タジキスタン（1）[注 6]、ベトナム（1）[35]。キルギスタン（1）[注 7]。

#### 日本
長らく日本からは推薦が無く、事業そのものの国内における知名度も低かったが、福岡県田川市と福岡県立大学が共同で2010年（平成22年）3月、炭鉱記録画家・山本作兵衛が描き残した筑豊の炭鉱画など約700点の推薦書をユネスコに提出し、翌2011年5月25日、697点の『山本作兵衛炭坑記録画・記録文書』が国内初の「世界の記憶」として選定された。
2010年時点の政府の見通しでは、2012年3月には日本ユネスコ国内委員会から推薦するとして『鳥獣戯画』や『源氏物語絵巻』などが候補に挙がったところ、それに先んじて2011年5月、記憶遺産選考委員会で日本国政府として初めての推薦物件が国宝の『御堂関白記』と『慶長遣欧使節関係資料』に決まり、推薦すると審査を経て2013年6月に選定された。
2015年の選定では舞鶴引揚記念館が所蔵する『舞鶴への生還 1945－1956シベリア抑留等日本人の本国への引き揚げの記録』と『東寺百合文書』を申請し、いずれも同年10月に選定されると、舞鶴引揚記念館資料寄贈者の木内信夫、安田清一は日本初の生存作家となった。
2017年10月には、江戸時代に朝鮮から日本に派遣された外交使節『「朝鮮通信使」に関する資料』が日韓共同申請の物件として、また日本独自で申請した古代の石碑群『上野三碑（こうずけさんぴ）』（群馬県高崎市）がともに選定された。
2021年11月10日、日本政府は『浄土宗大本山増上寺三大蔵』と『智証大師円珍関係文書典籍―日本・中国のパスポート―』を新たに推薦することを決定し、後者が2023年のユネスコ執行委員会で登録された。
2025年4月17日、2021年に続き再申請した『増上寺が所蔵する三種の仏教聖典叢書』が登録された。なお、同時審査で推薦していた『広島原爆の視覚的資料 -1945年の写真と映像』は審査見送りとなった。
2025年時点で日本関連とされる物件は上記に加え、2016年5月に地域登録（下記の「世界の記憶#地域版」参照）に選定された『水平社と衡平社 国境を越えた被差別民衆連帯の記録』との合計10点である。

#### 大韓民国
韓国では1997年に『朝鮮王朝実録』と『訓民正音解例本』がこのリストに選定され、2018年時点で選定物件16点、世界第4位と、アジア太平洋地域で最多である。2001年の審査では、朝鮮王朝時代の国王の「秘書室」とも言える承政院が扱った文書と事件を記録した『承政院日記』がリストに選定された。2002年、ハングルの日記念式に出席した金碩洙（キム・ソクス）首相は「ユネスコが地球上の文字の中で、唯一ハングルのみを世界記録遺産に認定した」と発表した。
2007年には『グーテンベルク聖書』より約80年古く、1377年に印刷され世界最初の金属活字本と公認される『直指心体要節』も選定された。
医学に関する文献で世界初の認定は2009年の『東医宝鑑』（1613年発行）であり、その前段に1980年代から東洋医学を国際標準化する各国の努力がある。
2015年の審査では、韓国放送公社の特別生放送『離散家族を探しています』が選ばれる。同年、日本軍の従軍慰安婦関連資料の申請を目指し、『国際連帯推進委員会』を結成した。韓国が申請しようとした物件はナヌムの家が保管する資料が主体で、慰安婦像まで含まれる可能性もあるとされたものの、2017年の審査では選定の可否が先送りとなった。

#### 中華人民共和国
中国では、『黄帝内経』や『本草綱目|故宮博物院所蔵』の清代歴史文書や、雲南省の古代ナシ族が伝えるトンパ文字による古文書など、13点が選定されている（2018年時点当時、世界第8位）。
2014年、中国政府は南京事件および従軍慰安婦に関する資料を申請した。このうち、南京事件に関する資料が2015年10月に選定された。
2017年、中国の申請した甲骨文字が選定された。

#### タイ王国
タイ王国では、同国の近代化に貢献したラーマ5世チュラロンコーン王の政策を記した文書が、2009年に選定されている。選定数は2018年時点で5点であった。

#### インド
インドでは、『リグ・ヴェーダ』や『ヴィマラプラバー』（『時輪タントラ』の註釈書）、『ティムール伝』の原稿、ポンディシェリーのシャイヴァ文書、タミル医学文献コレクション、『シャーンティナータ・チャリトラ|オランダ東インド会社のアーカイブなど、2018年時点で9点が選定されている。

### アラブ諸国
アラブ諸国における選定数は2018年時点で13件（全体の2%相当。その内訳はそれぞれエジプト（4件）、レバノン（2件）、モロッコ（2件）、サウジアラビア（1件）、チュニジア（2件）である。

### アフリカ
アラブ諸国を除くアフリカにおける2018年時点の選定数は8件。その内訳はそれぞれ南アフリカ共和国（5）、エチオピア（1）、ガーナ（1）、マダガスカル（1）、モーリシャス（2）、ナミビア（1）。

### 南アメリカおよびカリブ諸国
南アメリカおよびカリブ諸国における2018年時点の選定数は93件（全体の18%）。その内訳はそれぞれ以下の通りである（数字は件）。
- メキシコ（13）、トリニダード・トバゴ（6）、バルバドス（6）、ブラジル（10）、スリナム（3）、ベネズエラ（3）、アルゼンチン（3）、バハマ（2）、ボリビア（4）、チリ（3）、コロンビア（2）、キューバ（3）、ドミニカ共和国（2）、ギアナ（2）、ジャマイカ（3）、オランダ領アンティル（2）、セントクリストファー・ネイビス（2）、セントルシア（2）、ベリーズ（1）、バミューダ諸島（1）、キュラソー島（1[66]）、ドミニカ国（1）、ニカラグア（1[66]）、パナマ（1）、パラグアイ（1）、ペルー（3）、ウルグアイ（3[54]）、コスタリカ（2[66]）、アンギラ（2[66]）、アンティグア・バーブーダ（1[66]）、エクアドル（1[66]）、エルサルバドル（1）、グアテマラ（1[66]）、ハイチ（1[66]）、モンセラート（1[66]）。

### 国際交流機関
国際交流機関からの選定は2011年時点で3件。
- 国際連合（2）、赤十字国際委員会（1）。

## 地域委員会と地域版、国内委員会と国内版
「世界の記憶」地域委員会と地域版、国内委員会と国内版にはユネスコ本部と国際諮問委員会が主導する「ワールド・コミッティ」（上記のもの）と、ユネスコ地域事務局と地域委員会による地域版の「リージョナル・コミッティ」、そしてユネスコ憲章が定める国内協力団体として各国政府が設置するユネスコ国内委員会が選定する国内版の「ナショナル・コミッティ」がある。地域委員会は現在、アジア太平洋、アフリカ、ラテンアメリカ・カリブ諸国の3区域を扱う。地域版も選定基準は世界版に準じるが、当該地域における重要性を重視する。

### 地域版
アジア太平洋地域版では日本初の選定物件として全国水平社の資料が登録されたほか、水平社運動に連動した朝鮮衡平社の資料も日本と共同歩調を取った韓国申請により選定された。また、シンガポールは世界版に申請し棄却された「日本占領下の証言集」につき、中国の支援をうけ地域版に再申請するが、こちらでも選定に至らなかった。
2018年の選定を目指し日本ユネスコ国内委員会が国内候補を公募すると、「伊能忠敬測量記録・地図」（千葉県香取市）、「画家加納辰夫の恒久平和への提言 フィリピン日本人戦犯赦免に関わる運動記録」（島根県・加納美術振興財団）、「松川事件・松川裁判・松川運動の資料」（福島大学）の3件が申し込んだ。「世界的重要性、唯一性・代替不可能性などの選考基準に照らし合わせ、推薦すべき物件がないと判断した」とし、推薦は見送られた。
2023年9月に第45回世界遺産委員会でアルゼンチンの「ESMA『記憶の場所』博物館 - かつての拘禁、拷問、絶滅の秘密センター」を新たな概念に基づいて記憶の場所という世界遺産に登録されたが、第23回ラテンアメリカ・カリブ海地域委員会（MoWLAC=同年11月27・28日）において、2006〜2023年まで行われた「ESMAに関する裁判の視聴覚記録（Audiovisual record of trials for crimes against humanity - Argentina 2006-2023）」が世界の記憶ラテンアメリカ・カリブ海地域版として登録された。ユネスコは世界遺産と相互補完することの意義を強調。2023年まで行われた同時代の事象の登録ともなった。

### 国内版
国内版記憶遺産は日本ユネスコ国内委員会が2010年に担当窓口を設けたが、選定は行っていない。具体的な国内版の「世界の記憶」を選定している事例としては、ベトナムの「ベトナム独立宣言」などがある。

## 国際センター
世界遺産における世界遺産センターに相当する機関として、「記録遺産国際センター」（International Center for Document Heritage）を韓国の清州市に設立することが決まった。ここでは、登録された記録物の管理や関連政策の研究などを行う。

## 新たな試み
ユネスコは新型コロナウイルス感染症の流行をうけ、加盟各国に対して医療や社会と経済への影響などを公的に記録保存するよう各国に要請し、今後、「世界の記憶」に選定することを表明した。
また、2022年2月に始まったロシアによるウクライナ侵攻による蛮行を記憶しておくため、「世界の記憶」で扱うことも検討。そうした折、ノーベル平和賞をウクライナで戦争犯罪の実態を収集している市民自由センターが受賞したことで、その情報を活用することも検討している。

## 障壁
世界遺産・無形文化遺産とともにユネスコ三大遺産事業と形容される「世界の記憶」だが、決定的に違うのは世界遺産と無形文化遺産が条約に基づく保護活動であるのに対し「世界の記憶」は単なる選定事業に過ぎないことである。
このことから、ユネスコ未加盟の台湾（中華民国）が2010年に甲骨文字コレクションを申請したものの受理されなかった経緯がある。
台湾では「世界の記憶」への登録実現を見据えて「世界記憶国家名録」制度を整備しており、琉球王国の外交文書『歴代宝案』（全249冊／台湾大学図書館蔵）を指定した。この資料は琉球王国が中国（明・清）・朝鮮・タイ（シャム）などと交した外交文書をまとめたもので、東アジアにおける中近世外交史の重要史料でありながら原本は沖縄戦などで失われており、写本のうち、ほぼ完全な内容が残るものは台湾の資料のみである。別題『歴代寶案康煕至嘉慶』。

## 関連事業
ユネスコは1980年に「動的映像の保護及び保存に関するユネスコ勧告」を採択し、文書のみならず映像資料の保存にも乗り出しており、「世界視聴覚遺産」（Audiovisual Heritage）として保護を呼び掛け、「世界の記憶」選定規準にも反映した。

### 直指賞
韓国の『直指心体要節』が2001年に「世界の記憶」に選定されたことを記念し、韓国政府は記録遺産の保存とデジタル化情報発信に寄与した選定物件所有者を顕彰すべく、2004年に「直指賞」（Jikji Memory of the World Prize）を創設した。翌2002年から2年毎に国際諮問委員会の日程に合わせて表彰している。2019年に大阪韓国文化院展覧会を開いた。